# Pavol Biroš
Pavol Biroš (Prešov, 1 de abril de 1953 – 12 de agosto de 2020) foi um futebolista eslovaco que atuava como defensor.

## Carreira
Biroš fez parte do elenco da Seleção Checoslovaca de Futebol, com a qual conquistou a Euro de 1976.

## Morte
Morreu no dia 12 de agosto de 2020, aos 67 anos.

## Títulos
- Eurocopa: 1976